# Allium caesioides
Allium caesioides är en amaryllisväxtart som beskrevs av Per Erland Berg Wendelbo. Allium caesioides ingår i släktet lökar, och familjen amaryllisväxter. Inga underarter finns listade i Catalogue of Life.